# 馬蒂厄·杜福爾
馬蒂厄·杜福爾（法語：Mathieu Dufour，1973年—）是一名法國長笛演奏家，曾任柏林愛樂樂團長笛首席。

## 早年生活
杜福爾8歲開始學習長笛，曾在里昂音樂學院師從馬德琳·夏桑（Madeleine Chassang）和馬克尚斯·拉呂。

## 職業生涯
1993年，杜福爾被任命為圖盧茲首都國家管弦樂團長笛首席，1996年在巴黎國家歌劇院擔任相同職位。他使用山葉YFL-997長笛進行演奏。
1999年，丹尼尔·巴伦博伊姆任命杜福爾為芝加哥交響樂團長笛首席。2009年9月，他曾短暫離開樂團，前往洛杉磯愛樂樂團擔任長笛首席，不過後來他表示自己是以一年試用期的形式加入樂團的，因此可以同時在兩個樂團任職。2010年1月，他回到芝加哥。2015年8月，他接替即將退休的安德烈亞斯·布勞，與帕胡德共同擔任柏林愛樂樂團長笛首席。2021年12月，他因個人原因主動要求離開樂團，2022年5月由塞巴斯蒂安·雅各接任。